# Viktor Šašerin
Viktor Vladimirovič Šašerin (rusky Виктор Владимирович Шашерин; * 23. července 1962 Alma-Ata, Kazašská SSR) je bývalý sovětský rychlobruslař.
V roce 1981 se zúčastnil Mistrovství světa juniorů, o rok později se sedmým místem poprvé představil na seniorském Mistrovství světa ve víceboji. Startoval na Zimních olympijských hrách 1984 (1000 m – 6. místo, 1500 m – 8. místo). Na Mistrovství Evropy 1986 skončil čtvrtý, z vícebojařského světového šampionátu si téhož roku přivezl bronz. Od roku 1987 startoval na Světovém poháru. Poslední závody absolvoval v roce 1991.